# Slätnajaure
Slätnajaure är en sjö i Krokoms kommun i Jämtland och ingår i Indalsälvens huvudavrinningsområde.